# Vendels församling
Vendels församling var en församling i Örbyhus kontrakt i Uppsala stift i Svenska kyrkan. Församlingen låg i Tierps kommun i Uppsala län och ingick i Örbyhus pastorat. Församlingen uppgick 2014 i Vendel-Tegelsmora församling.

## Administrativ historik
Församlingen har medeltida ursprung och utgjorde till 1991 ett eget pastorat, för att därefter ingå i ett gemensamt med Tegelsmora församling, från 2001 benämnt Örbyhus pastorat.
Församlingen uppgick 2014 i Vendel-Tegelsmora församling.

## Kyrkoherdar
| Ämbetstid  | Namn                           | Levnadstid | Övrigt                             |
| ---------- | ------------------------------ | ---------- | ---------------------------------- |
| 1297       | Canutus                        |            |                                    |
| 1306       | Johannes                       |            |                                    |
| 1345       | Nicolaus                       |            |                                    |
| 1350-talet | Siggo                          |            |                                    |
| 1360–1387  | Carolus Benedicti              |            |                                    |
| 1388       | Johannes Olai                  |            |                                    |
|            | Nicolaus                       |            |                                    |
|            | Henrik Karlsson                | –1408      | Senare ärkebiskop i Uppsala stift. |
| 1420       | Andreas                        |            |                                    |
| 1421       | Siggo                          |            |                                    |
| 1427–1433  | Egardus Gyntz                  |            |                                    |
| 1434       | Ingewaldus                     |            |                                    |
| 1478       | Michael                        |            |                                    |
|            | Henricus Sigfridi Früs         |            |                                    |
|            | Laurentius                     |            |                                    |
| 1570–1584  | Johannes Petri Gevaliensis     |            |                                    |
| 1593–1595  | Nicolaus Johannis              |            |                                    |
|            | Johannes Petri Gevaliensis     |            |                                    |
| 1603–1617  | Ericus Thomeæ Medolerus        | –1630      |                                    |
| 1618–1621  | Jacobus Johannis Zebrozynthius | 1582–1642  |                                    |
| 1624–1644  | Andreas Erici Agrarius         | –1644      |                                    |
| 1646–1647  | Olaus Aurivillius              |            |                                    |
| 1648–1659  | Michael Bostadius              |            |                                    |
| 1659–      | Jonas Ivari Edhelius           |            |                                    |
| 1681–1686  | Johan Wrangius                 | –1686      |                                    |
| 1686–1699  | Petrus Isaaci Bröms            | –1699      |                                    |
| 1698–1707  | Isaac Bröms                    | –1707      |                                    |
| 1708–1728  | Petrus Sondell                 | –1728      |                                    |
| 1728–1773  | Eric Boije                     | 1691–1773  |                                    |
| 1774–1790  | Eric Jonas Almquist            | 1729–1808  |                                    |
| 1789–1802  | Eric Montelius                 | 1725–1802  | Kontraktsprost.                    |
| 1803–1818  | Carl Björkman                  | 1748–1818  | Prost.                             |
| 1819–1826  | Matthias Holmberg              | 1761–1826  | Kontraktsprost.                    |
| 1828–1845  | Erik Samuel Ödmann             | 1786–1845  | Kontraktsprost.                    |
| 1848–1864  | E. Schram                      | –1864      |                                    |
| 1868–1878  | Anders Arnström                | 1806–1878  |                                    |
| 1881–1889  | Axel Strandell                 | 1842–1917  |                                    |
| 1889–      | Fredrik Ekman                  | 1839–1927  |                                    |

## Kyrkor
- Vendels kyrka
- Örbyhus kyrka